# Nullermænd
Nullermænd er betegnelsen for små totter af fortrinsvis støv, hår, døde hudceller, spindelvæv og tøjfnuller.
Nullermænd opstår når nedfaldne støvpartikler finder et fælles samlingspunkt, det kunne f.eks være et stykke tråd eller en brødkrumme. Nullermænd holdes dels sammen af sammenfiltring og dels af statisk elektricitet. Dette sker som regel under møbler eller i hjørner, der sjældent får besøg af støvsugere og andre rengøringsredskaber.

## Nullermænd i litteratur og film
Nullermænd bliver ofte besjælet af filmskabere og forfattere, heriblandt Hayao Miyazaki og Jørn Birkeholm.
- I Hayao Miyazakis anerkendte anime film - "Min nabo Totoro" og "Chihiro og heksene", bliver nullermænd portrætteret som en form for husånder, originalt kaldet "Susuwatari". De bliver vist og beskrevet som sorte og pjuskede væsner, på størrelse med en hasselnød(med skal), med to store øjne og et par lange tynde ben og arme. De udstøder pivende lyde når de er spændte eller glade over en hændelse, og bliver til støv hvis de bliver mast. "Susuwatari" bliver i begge film potræteret som loyale og flittige flok-ånder, som hjælper de mennesker og husstande de har tiltro til.
- I Jørn Birkeholms børnebog "Historien om de små nullermænd", følger man Ole og hans familie, en dag da Oles sengetøj skal luftes finder han en koloni af nullermænd, som viser sig at have deres helt eget liv. Bogen blev udgivet første gang i 1967 og er siden da genudgivet 5 gange.
- I Nickelodeons børne tv-serie 'Rollinger' (originalt kaldet Rugrats) bliver nullermænd portrætteret som et element i hovedpersonerne Tommy og Chuckies fantasi. Her ses det hvordan de forestiller sig at nullermændene er monstre med lange lodne ører, der tager fat i børns ankler og trækker dem ned i undergrunden. Denne forestilling kunne tænkes at komme fra den engelske betegnelse af nullermænd - nemlig "dust bunnies", som betyder "støv kaniner" - og kaniner bor som bekendt i huller i jorden.